# Pinellia ternata
Pinellia ternata (Chino:半夏, Japonés:カラスビシャク), en inglés crow-dipper, es una planta de la familia Araceae, nativa de China, pero que crece como planta invasora en partes de  Norteamérica. Las hojas son trifoliadas, mientras que las flores tienen espata y forman los espádices típicos de las plantas de Araceae.

## Descripción

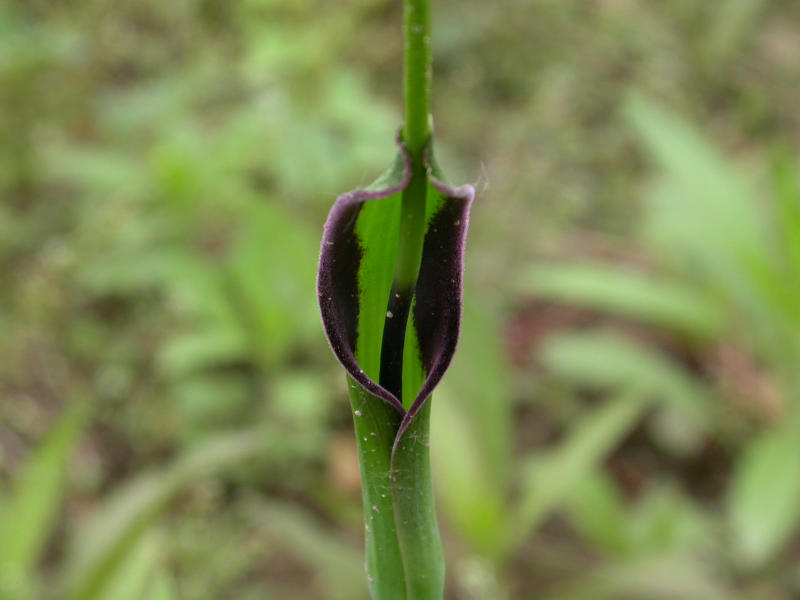
El espadice de Pinellia ternata

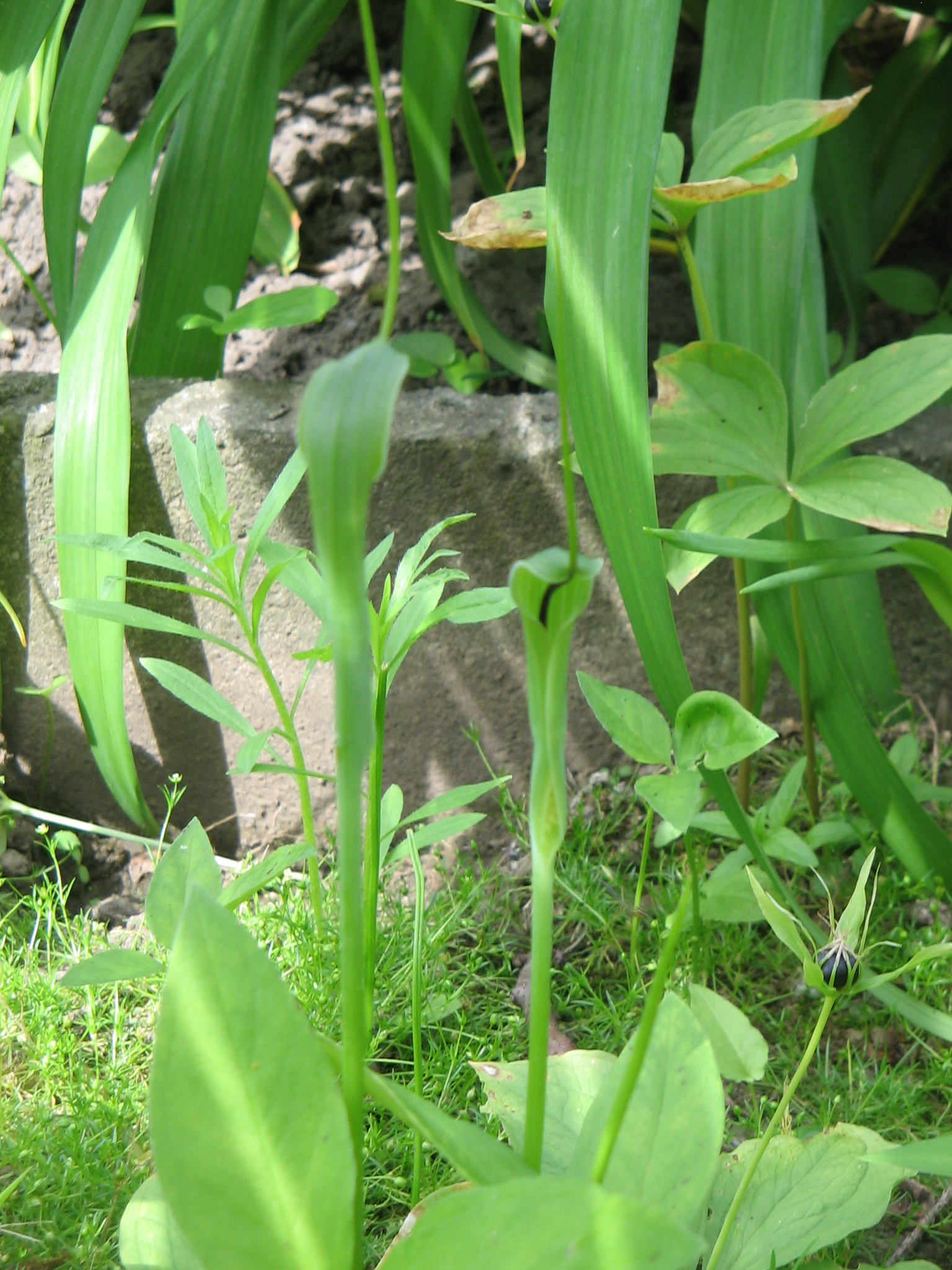
Vista de la planta

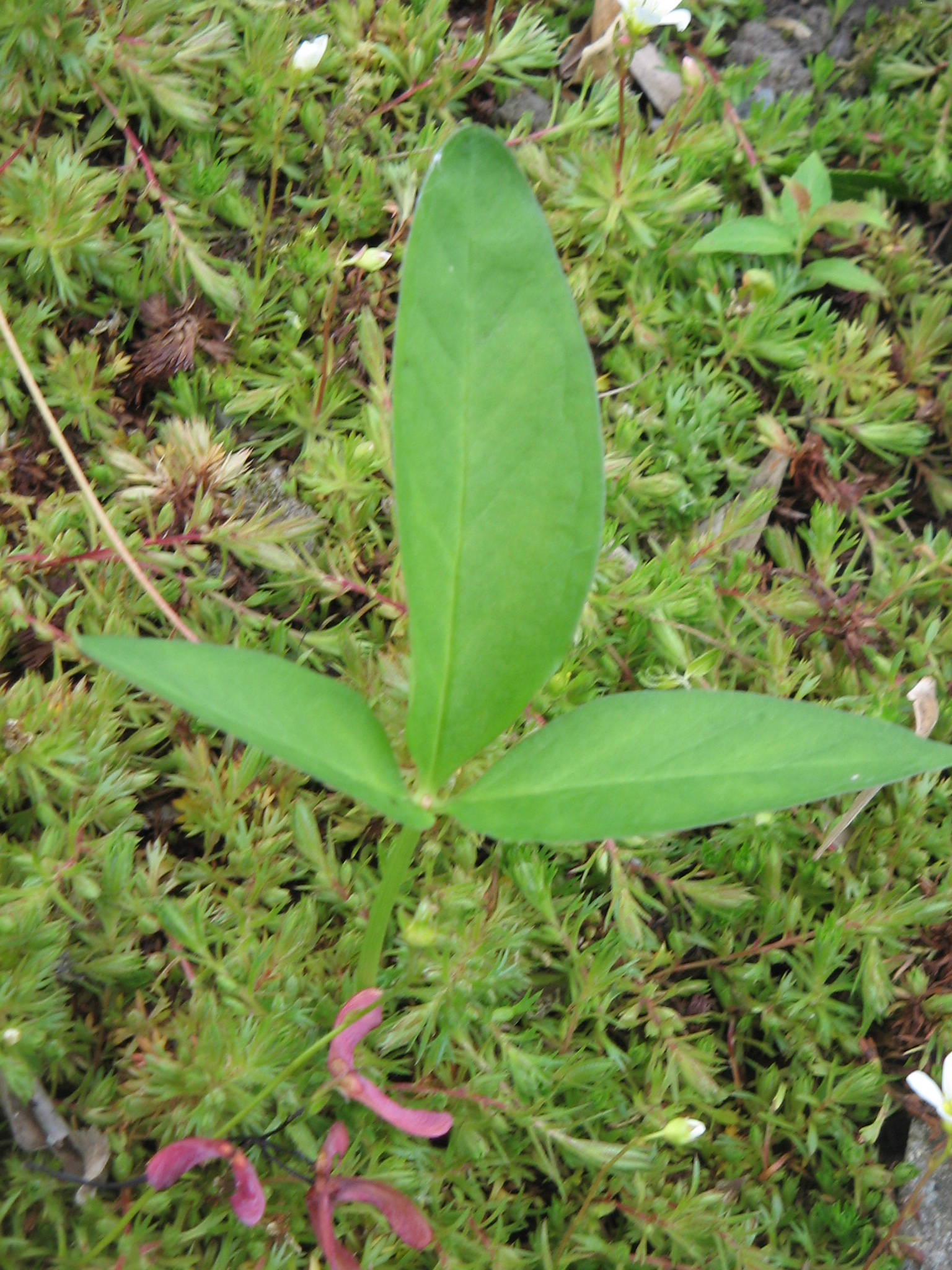
Hojas

La planta se propaga por rizomas y también tiene pequeños bulbos  en la base de cada hoja.  Las flores se producen en la primavera.

## Propiedades
Ternata pinellia es una hierba eficaz en la eliminación de la humedad-flema, una de las causas de la obesidad en la medicina tradicional coreana.

## Taxonomía
Pinellia ternata fue descrito por (Thunb.) Makino y publicado en Botanische Zeitung (Berlin) 37: 687. 1879.
Sinónimos
| - Arisaema loureiri Blume - Arisaema macrourum (Bunge) Kunth - Arisaema ternatum (Thunb.) Schott - Arum atrorubens Spreng. - Arum bulbiferum Salisb. - Arum bulbosum Blume - Arum fornicatum Roth - Arum macrourum Bunge - Arum subulatum Desf. - Arum ternatum Thunb. - Hemicarpurus fornicatus Nees - Pinellia angustata Schott - Pinellia koreana K.Tae & J.-H.Kim - Pinellia tuberifera Ten. - Pinellia tuberifera var. subpandurata Engl. - Pinellia zinguiensis H.Li - Typhonium tuberculigerum Schott |